# Tapiramutá
Tapiramutá là một đô thị thuộc bang Bahia, Brasil. Đô thị này có diện tích 663,87 km², dân số năm 2007 là 19519 người, mật độ 29,4 người/km².